# Seguite quest'uomo
Seguite quest'uomo (Suivez cet homme) è un film del 1953 diretto da Georges Lampin.